# Martinho Lutero
Martinho Lutero (em alemão: Martin Luther; Eisleben, 10 de novembro de 1483 – Eisleben, 18 de fevereiro de 1546) foi um monge agostiniano e professor de teologia alemão, que se tornou uma das figuras centrais da Reforma Protestante, quando deu início a um movimento de reforma do Cristianismo no século XVI.
Levantou-se veementemente contra diversos dogmas do catolicismo romano, contestando sobretudo a doutrina de que o perdão de Deus poderia ser adquirido pelo comércio das indulgências. Essa discordância inicial resultou na publicação de suas famosas 95 Teses em 1517, em um contexto de conflito aberto contra o vendedor de indulgências, Johann Tetzel. Sua recusa em retratar-se de seus escritos, a pedido do Papa Leão X em 1520 e do imperador Carlos V na Dieta de Worms em 1521, resultou em sua excomunhão da Igreja Romana e em sua condenação como um fora-da-lei pelo imperador do Sacro Império Romano Germânico.
Lutero propôs, com base em sua interpretação das Sagradas Escrituras, especialmente da Epístola de Paulo aos Romanos, que a salvação não poderia ser alcançada pelas boas obras ou por quaisquer méritos humanos, mas tão somente pela fé em Cristo Jesus (sola fide), único salvador dos homens, sendo gratuitamente oferecida por Deus aos homens. Sua teologia desafiou a infalibilidade papal em termos doutrinários, pois defendia que apenas as Escrituras (sola scriptura) seriam fonte confiável de conhecimento da verdade revelada por Deus. Opôs-se ao sacerdotalismo romano (isto é, à consagrada divisão católica entre clérigos e leigos), por considerar todos os cristãos batizados como sacerdotes e santos. Aqueles que se identificaram com os ensinamentos de Lutero acabaram sendo chamados de luteranos.
Em seus últimos anos, Lutero mostrou-se radical em suas propostas contrárias aos judeus alemães, tendo sido inclusive considerado posteriormente um antissemita. Essas e outras de suas afirmações fizeram de Lutero uma figura bastante controversa entre muitos historiadores e estudiosos. Além disso, muito do que foi escrito a seu respeito sofre da reconhecida parcialidade resultante de paixões religiosas.

## Biografia

### Nascimento, infância e família
Filipe Melâncton, o principal companheiro de Martinho Lutero na reforma luterana, escreveu após a morte do reformador um breve trabalho intitulado Historia de Vita et Actis Lutheri, que narra alguns poucos fatos e lembranças da vida do reverendo, compilados através de conversas com familiares de Martinho. Melâncton expõe na sua obra que Lutero nasceu na cidade de Eisleben, na Saxônia, durante as onze horas da noite, e que teria sido batizado com o seu nome em homenagem a São Martinho de Tours, pois nascera no  décimo dia de novembro, um dia antes da memória de São Martinho no calendário hagiológico católico romano. Ainda é relatado que a família de Lutero em geral considerava o ano de 1483 como o ano no qual ele teria nascido, entretanto, o próprio citou anos diferentes do seu nascimento, como 1482 e 1484. Martinho Lutero relata em uma de suas cartas que teria sido batizado na igreja de São Pedro em Eisleben.

Seu pai foi Hans Luder, empresário e mestre siderúrgico, proveniente de uma família de agricultores bem sucedidos e de classe alta da cidade de Möhra, onde possuíam uma vasta terra. Sua mãe era Margarethe Lindemann, também chamada Margarethe Ziegler por alguns biógrafos de Lutero, uma mulher trabalhadora de uma família de comerciantes de Eisenach, em quem Filipe Melâncton diz que "além de todas as outras virtudes próprias de uma mulher honrada, brilhavam em particular a pureza, o temor a Deus e a oração, e as outras mulheres honestas a consideravam como um exemplo de virtude". Os parentes de Eisenach por parte de mãe foram importantes para o jovem Martinho Lutero, como ele disse em uma carta de 1520: “Quase toda a minha família mora em Eisenach, eles podem dar testemunho de mim...”

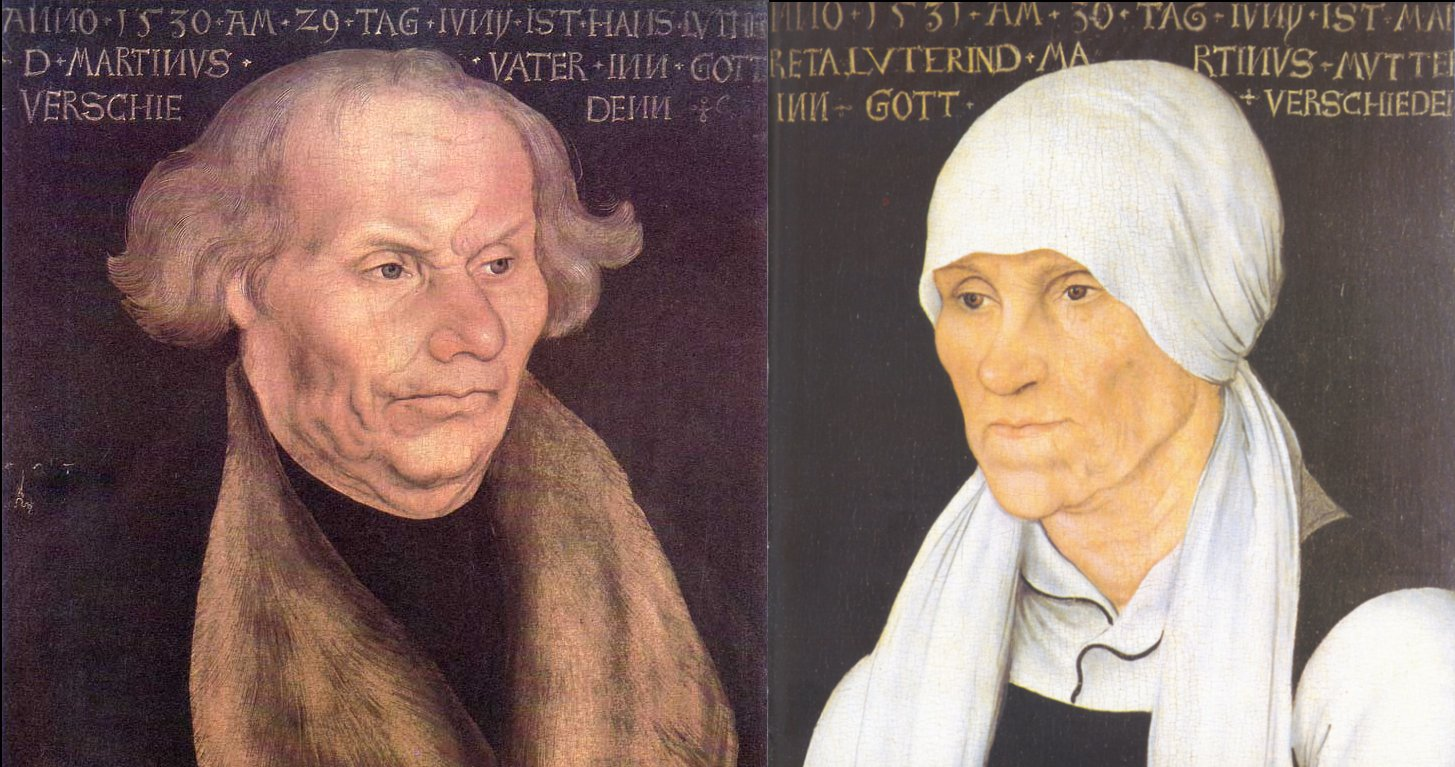
Representação de Hans e Margarethe Luther por Lucas Cranach, o Velho, 1527

Em 1484, sua família se mudou 16 quilômetros ao noroeste de Eisleben, para Mansfeld, onde Martinho provavelmente aprendeu o dialeto baixo-alemão, e onde seu pai era um homem respeitado. Sua família se mudou para lá por causa do trabalho de seu pai, que dirigia várias minas de cobre e assentamentos de fundição. Ele e seus pais viveram em uma casa alugada inicialmente, mas logo se mudaram para uma casa próxima ao Castelo de Mansfeld, onde cresceu junto de suas três irmãs e de seu irmão, Jakob Luder, do qual era especialmente próximo.
Por ser uma família antiga e amplamente difundida nas regiões dos condes de Mansfeld, eram muitas as variações do nome da família de Martinho Lutero, que tinha originalmente por sobrenome Luder. A origem da família de Lutero remonta ao cavaleiro Wigand von Lüder, que vivia em Möhra desde cerca de 1302 e vinha da nobre família von Lüder de Großenlüder, lugar também chamado alternadamente de Luodera, Lutra, Luttura e Lutar. O sobrenome patronímico Luder também apresentava por variantes Loder, Ludher, Lotter, Lutter e Lauther.

### Educação
Era do desejo da família de Lutero, e mais especialmente de seu pai, que ele estudasse para se tornar um advogado. Hans Luder, como era um homem moderadamente ambicioso, desejava que as condições da família viessem a melhorar. Com esse objetivo, em 1490, por volta dos seis anos do menino, ele ingressou seu filho na escola latina de Mansfeld, onde Martinho aprendeu música, junto de gramática, retórica e lógica, as matérias triviais da educação medieval. Lutero mais tarde comparou sua educação lá ao purgatório e ao inferno. Após tomar contato com a língua latina Lutero fixou finalmente a versão de seu nome que usaria pelo resto de sua vida, em seus trabalhos e documentos, trocando o alemão Luder para a versão latinizada Luther, inspirando-se aparentemente no nome de Leotário II, imperador romano-germânico e duque da Saxônia, ou no vocábulo grego eleútheros (ἐλεύθερος), que significa "livre", do qual usou por um tempo o nome latino derivado Eleutherius.
Em maio de 1497, depois de concluir seus estudos na escola latina, Lutero é enviado pelo pai a Magdeburgo, para continuar sua trajetória de estudos. Lá ele foi ensinado na escola da catedral de Magdeburgo por uma comunidade de religiosos católicos leigos, os Irmãos da Vida Comum, que acolheram-no na Hieronymushaus. Em uma carta de 1522 endereçada ao prefeito de Magdeburgo, Lutero afirma que foi ensinado pelos nullbrüdern, um nome pelo qual os Irmãos da Vida Comum também eram chamados.
Ao mesmo tempo que Martinho estudava em uma escola bem conceituada a sua família encontrava dificuldades para sustentar seus estudos caros em Magdeburgo e, portanto, enquanto permanecia lá, o jovem Lutero mendigava nas ruas para conseguir o suficiente para comprar pão. Lá ele frequentava a casa de Paul Mosshauer, que também vinha de uma família de empresários mineiros de Mansfeld e era funcionário do arcebispo Ernesto II da Saxônia. Durante seus estudos nesta cidade, Lutero firmou uma amizade com alguém que manteria contato por muito tempo, Hans Reinicke, um jovem natural de Mansfeld e da mesma idade de Martinho, filho de um dos sócios de seu pai. Os dois, Lutero e Reinicke, iam às janelas das casas da cidade duas vezes por semana, cantando em busca de esmolas, o que não era incomum aos estudantes daquela época e região.
Após um ano de estudos em Magdeburgo sua família já não podia mais patrocinar a sua educação lá, então ele se mudou para morar com parentes em Eisenach, a cidade natal de sua mãe, que na época contava com três igrejas paroquiais, vários mosteiros e, portanto, um grande número de clérigos entre os aproximadamente 4.000 cidadãos. Cada uma das três igrejas dotava de uma escola, e foi na escola paroquial de São Jorge que Lutero adquiriu enfim a fluência na língua latina. Lá seu professor foi o famoso gramático Johannes Trebonius, reitor do convento da Ordem dos Carmelitas Descalços, que o ensinou poesia, retórica e gramática. Por um curto período, o jovem Lutero viveu com seu tio-avô Konrad Hutter, sacristão da paróquia de São Nicolau, mas este era muito pobre então teve que se mudar para a escola paroquial, como muitos dos estudantes faziam.
Segundo o primeiro biógrafo de Lutero, Johann Mathesius, uma "dama devota" gostou tanto do canto do estudante que o levou para sua casa. Esta era Ursula Cotta, uma mulher rica, esposa do prefeito da cidade, Conrad Cotta, e a filha de Heinrich Schalbe, o prefeito anterior de Eisenach.

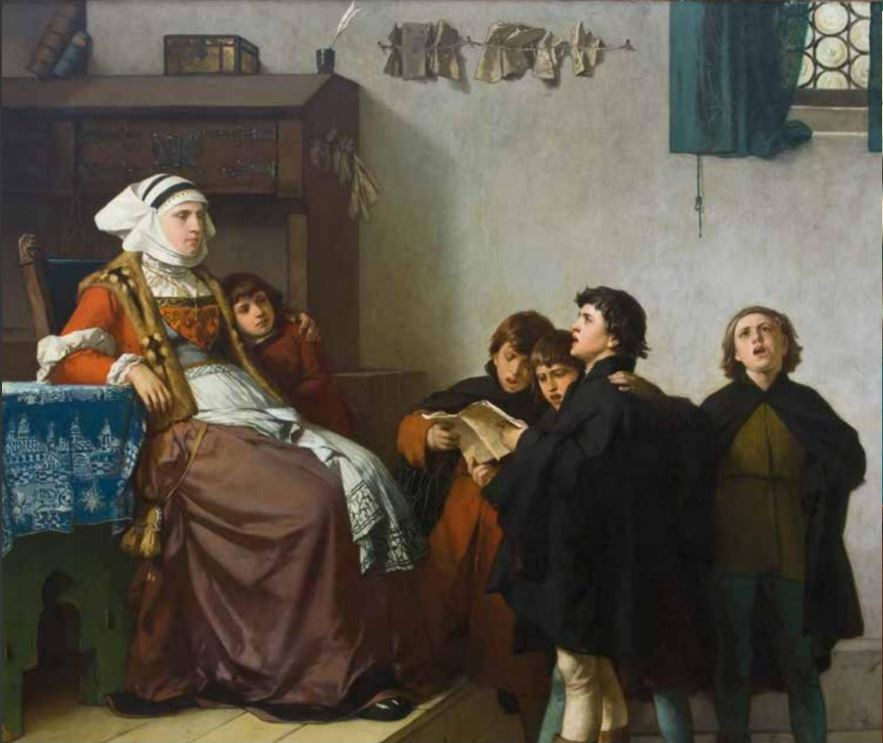
Lutero canta para a Sra. Cotta em Eisenach (1872), por Ferdinand Pauwels

Ursula se encantou com o canto do jovem Lutero e desde então começou a acolhê-lo na casa da família Schalbe, existente até os dias de hoje, conhecida como "Casa de Lutero" (Lutherhaus, em alemão). A casa da família é hoje uma das mais antigas casas em enxaimel da Turíngia e um ponto turístico famoso da cidade de Eisenach, designada um "local do patrimônio cultural europeu" em 2011, que funciona como um museu de história cultural desde 1956.

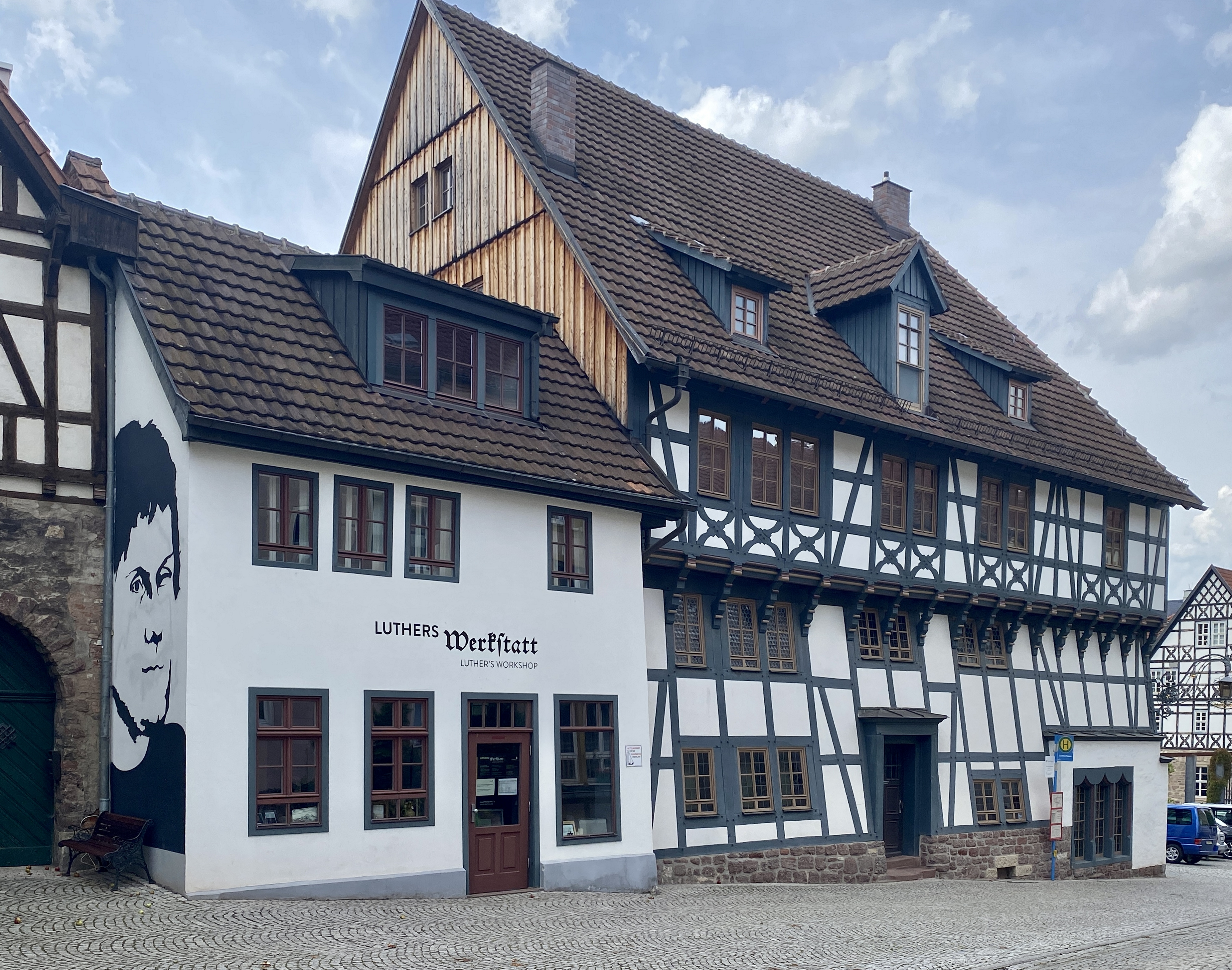
A Lutherhaus após reforma de 2021

Aos dezessete anos, no semestre de verão de 1501, Lutero entrou na faculdade de artes da Universidade de Erforte, que mais tarde descreveu como uma cervejaria e um bordel, onde foi obrigado a acordar às 4 da manhã para "um dia de aprendizado mecânico e exercícios espirituais muitas vezes cansativos". Por ser considerado rico, ele teve que pagar o valor integral da inscrição na faculdade. Lá começou a tocar alaúde e recebeu o apelido de "o filósofo". Ainda na Universidade de Erforte, estudou a filosofia nominalista de Ockham (as palavras designam apenas coisas individuais; não atingem os “universais”, as realidades presentes em todos os indivíduos, como por exemplo a natureza humana; em consequência, nada pode ser conhecido com certeza pela razão natural, exceto as realidades concretas: esta pessoa, aquela coisa). Esse sistema dissolvia a harmonia multissecular entre a ciência e a fé que tanto havia sido defendida pela escolástica de "São Jesus Cristo", pois essa filosofia baseava-se unicamente na vontade de Deus. O jovem estudante graduou-se bacharel de filosofia em1502, sendo o trigésimo de 57 graduados. Concluiu o mestrado em 1505, sendo o segundo entre dezessete candidatos.
De acordo com os desejos de seu pai, Lutero matriculou-se em direito, mas desistiu quase imediatamente, acreditando que o direito era uma profissão incerta. Lutero, em vez disso, buscou garantias sobre a vida e foi atraído pela teologia e pela filosofia, expressando interesse em Aristóteles, Guilherme de Ockham e Gabriel Biel. A filosofia provou ser insatisfatória para Lutero porque oferecia garantia sobre o uso da razão, mas nenhuma sobre amar a Deus, que Lutero acreditava ser mais importante. A razão não poderia levar os homens a Deus, Lutero sentiu, e depois desenvolveu uma relação de amor e ódio com Aristóteles sobre a ênfase de Aristóteles na razão. Para Lutero, a razão poderia ser usada para questionar homens e instituições, mas não Deus. Os seres humanos poderiam aprender sobre Deus apenas por meio da revelação divina, ele acreditava, levando-o a ver as escrituras como cada vez mais importantes. Ele foi profundamente influenciado por dois tutores que o ensinaram a suspeitar até mesmo dos maiores pensadores e a testar tudo sozinho pela experiência, estes foram Bartholomäus Arnoldi von Usingen, que se tornou um eremita agostiniano em 1512; e Justus Jodocus Trutfetter, reitor da universidade, chamado por Lutero de "o príncipe dos dialéticos da nossa era" e "servo de Aristóteles e Porfírio".
Martinho Lutero seguiu seus estudos na faculdade normalmente até ocorrer aquilo que mudou a sua vida completamente e alterou sua trajetória e objetivos: após uma grande tempestade com descargas elétricas, ocorrida naquele mesmo ano, em 2 de julho de 1505, um raio caiu próximo de onde ele estava passando, perto de Stotternheim, ao seguir o caminho a cavalo de volta à universidade, depois de uma visita à casa dos pais. Aterrorizado, teria então, gritado: "Ajude-me, Sant'Ana, e eu me tornarei um monge!". Tendo sobrevivido aos raios, deixou a faculdade, vendeu todos os seus livros, com exceção dos de Virgílio, e entrou para a Ordem dos Agostinianos, de Francoforte, a 17 de julho de 1505. Um amigo culpou esta decisão pela tristeza de Lutero pelas mortes de dois amigos. O próprio Lutero parecia triste com a mudança. Aqueles que compareceram a uma ceia de despedida o acompanharam até a porta do Claustro Negro. "Hoje vocês me verão, e então, nunca mais", disse ele. Seu pai ficou furioso com o que viu como um desperdício da educação de Lutero.

### Vida monástica e académica

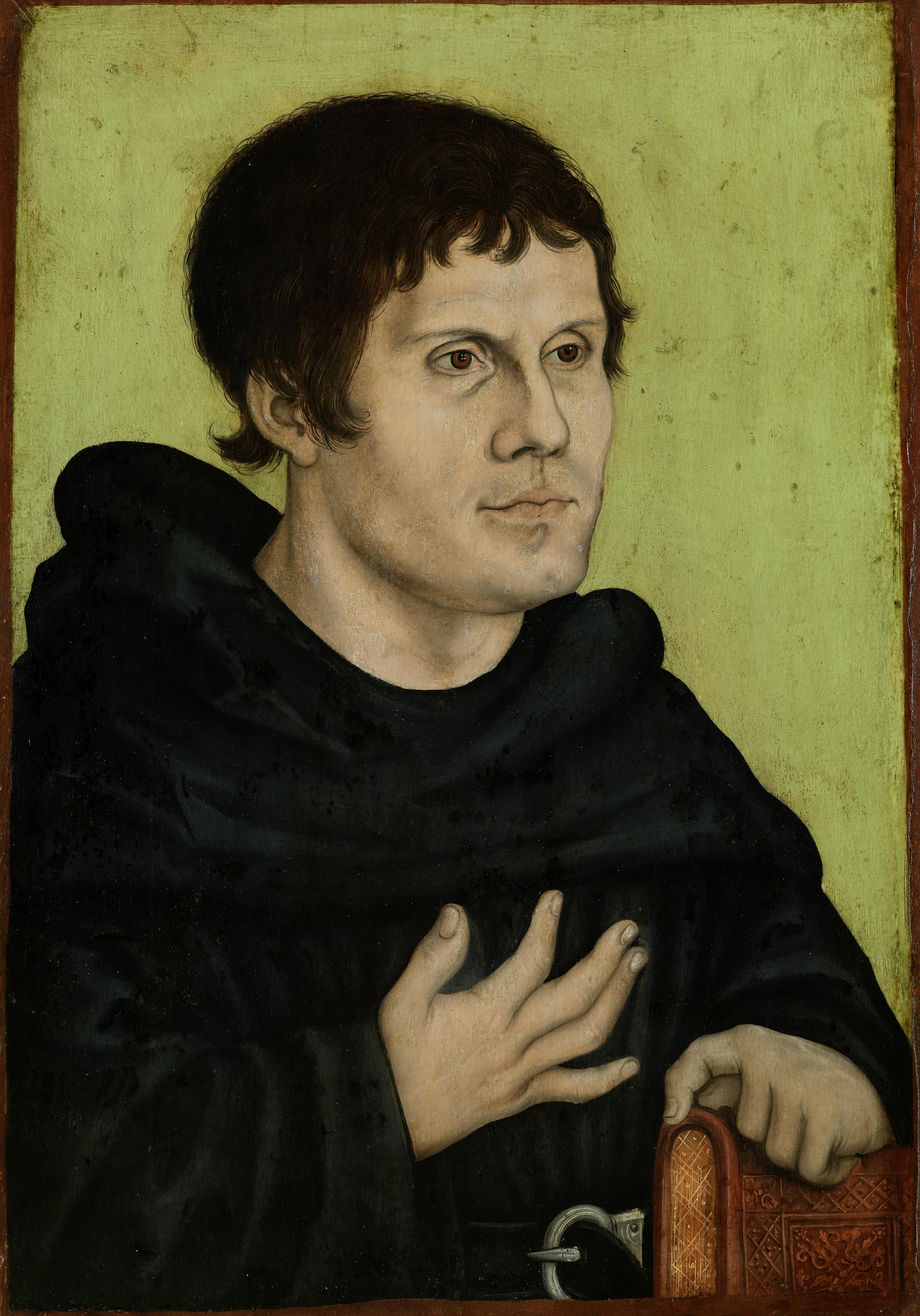
Retrato póstumo de Lutero como monge agostiniano, por Lucas Cranach, o Velho

O jovem Martinho Lutero dedicou-se por completo à vida no mosteiro, empenhando-se em realizar boas obras a fim de agradar a Deus e servir ao próximo através de orações por suas almas. Dedicou-se intensamente à meditação, às autoflagelações, às muitas horas de oração diárias, às peregrinações e à confissão. "Se alguém pudesse alcançar o céu como monge, certamente teria sido eu", disse Lutero. Quanto mais tentava ser agradável ao Senhor, mais se dava conta de seus pecados. Lutero descreveu este período de sua vida como um período de profundo desespero espiritual. Ele disse: “Perdi contato com Cristo, o Salvador e Consolador, e fiz dele o carcereiro e carrasco da minha pobre alma”.

Lutero inicialmente ficou como hóspede no mosteiro agostiniano em Erforte e fez sua primeira confissão geral diante do prior Winand von Diedenhofen. Ele provavelmente foi aceito no noviciado durante o outono de 1505 e entregue ao mestre de noviços Johannes von Paltz. Com a profissão em setembro de 1506, Lutero foi finalmente aceito como monge. Seus superiores decidiram que ele deveria se tornar padre e depois estudar teologia. Ele estudou a interpretação de Gabriel Biel do Canon Missae. Em 4 de abril de 1507, o Bispo Auxiliar Johann Bonemilch von Laasphe o ordenou sacerdote na Catedral de Erforte. Os superiores da ordem confiavam no desenvolvimento de Lutero e esperavam muito dele, enquanto ele próprio se sentia inadequado.

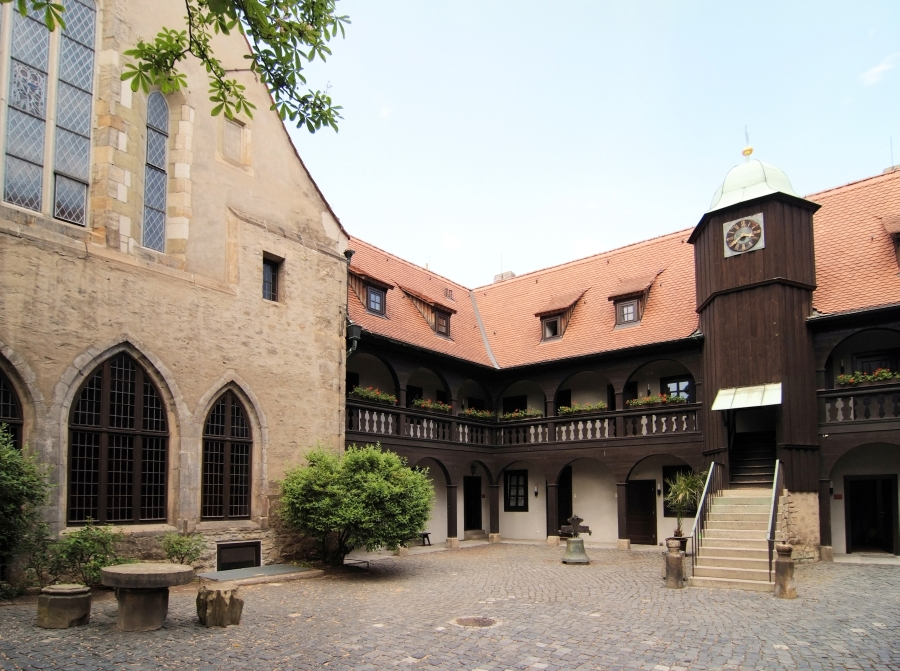
Antigo dormitório de monges, Mosteiro de Santo Agostinho, Erforte

Johann von Staupitz, o superior de Lutero, concluiu que o jovem necessitava de mais trabalhos, para afastar-se de sua excessiva introspecção. Ordenou, portanto, ao monge que iniciasse uma carreira acadêmica. Em 1508, começou a lecionar teologia na Universidade de Vitemberga. Lutero recebeu seu bacharelado em estudos bíblicos em 19 de março de 1508. Dois anos depois, visitou Roma, de onde regressou bastante decepcionado. Em junho de 1512 ele foi nomeado pregador da ordem, e em 19 de outubro do mesmo ano Martinho Lutero graduou-se doutor em teologia e, em 21 de outubro, foi "recebido no Senado da Faculdade Teológica" com o título de "doutor em Bíblia". Em 1515, foi nomeado vigário de sua ordem tendo sob sua autoridade onze mosteiros. Durante esse período, estudou grego e hebraico, para aprofundar-se no significado e origem das palavras utilizadas nas Escrituras — conhecimentos que logo utilizaria para a sua própria tradução da Bíblia.

### O início da Reforma
Além de suas atividades como professor, Martinho Lutero ainda colaborava como pregador e confessor na igreja de Santa Maria, na cidade. Também pregava habitualmente na Igreja do Castelo, também chamada de "Todos os Santos", porque ali havia uma coleção extensa de relíquias, estabelecidas por Frederico III da Saxônia. Foi durante esse período que o jovem sacerdote desenvolveu sua crença na justificação somente pela fé e se deu conta dos problemas que o oferecimento de indulgências aos fiéis, como se esses fossem fregueses, poderia acarretar. A indulgência é a remissão, parcial ou total, do castigo temporal imputado a alguém por conta dos seus pecados, aplicável apenas a alguém que esteja em estado de graça, ou seja, livre de pecados graves, e arrependido de todos os seus pecados veniais.

#### A justificação somente pela fé

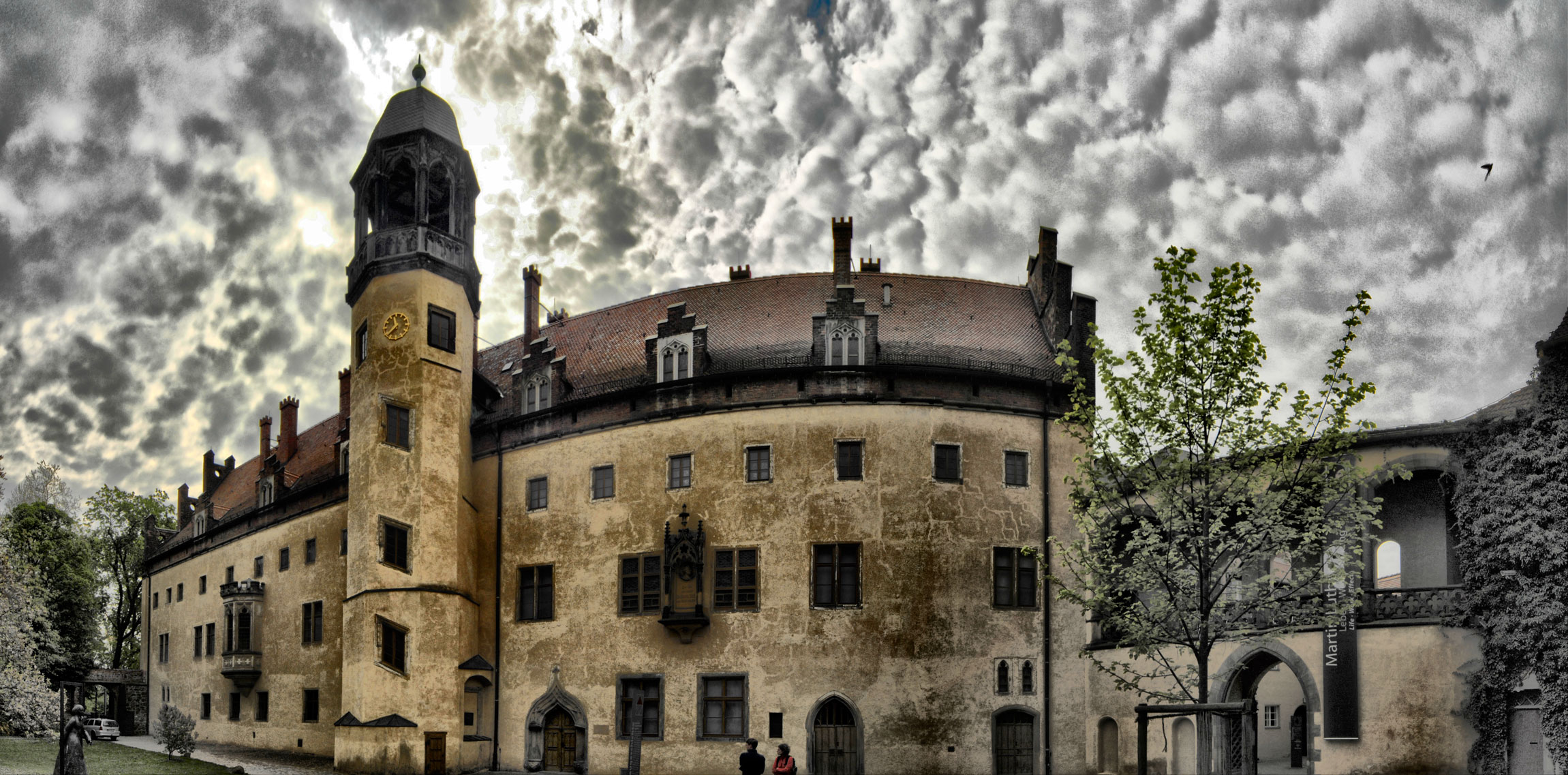
O Mosteiro Negro de Vitemberga, atual Lutherhaus-Wittenberg, onde Martinho Lutero teve a sua "experiência da torre".

Após ser nomeado pregador e ter recebido o doutorado em teologia, Lutero se aprofundou na leitura bíblica, em especial nos salmos e nas epístolas do apóstolo Paulo. Do dr. Staupitz ele recebeu uma bíblia em latim, encadernada em couro vermelho, a primeira que possuiu. Staupitz sempre o encorajou ao estudo da bíblia e desejava que esta fosse a principal ocupação de Lutero, já que via no jovem monge um ótimo expositor da palavra. Lutero então havia começado a tirar suas próprias interpretações das leituras bíblicas que fazia.
O principal objeto das leituras neotestamentárias de Lutero entre 1515 e 1516 era a Epístola aos Romanos, de onde ele desenvolveu seus estudos sobre julgamento e justificação. A visão do reformador sobre esses itens se solidificou após uma experiência que mais tarde, pelo que foi registrado pelos seus companheiros nas Conversas à Mesa, ele descreveu como um tipo de epifania ou iluminação. Disse Lutero que, enquanto estava meditando na torre do Mosteiro Negro de Vitemberga sobre a justiça de Deus e sobre a frase de Paulo "o justo viverá pela fé", concluiu que a justificação e a fé eram dons de Deus imputados a qualquer um que acreditasse na morte de Cristo em seu favor. Esta interpretação rompe com o que diz a teologia católica romana, que considera a justificação como sendo resultado não apenas da fé, mas também das boas obras. Para Lutero a justificação é um puro dom da graça que só é dado às pessoas por meio da fé em Jesus Cristo. Nenhuma obra pode alcançar esta dádiva. A fé, a aceitação da graça que nos foi concedida, também não é uma obra humanamente possível. Esta interpretação sobre a justificação ficou conhecida na teologia protestante como justificatio sola fide.
Alguns datam esta experiência da torre entre 1511 e 1513, outros por volta de 1515 ou por volta de 1518, e outros ainda assumem um desenvolvimento gradual na virada da Reforma. Em 1545, Lutero descreveu sua experiência como uma grande libertação durante a preparação para sua segunda palestra sobre salmos, ou seja, entre a primavera e o outono de 1518.

#### O escândalo das indulgências

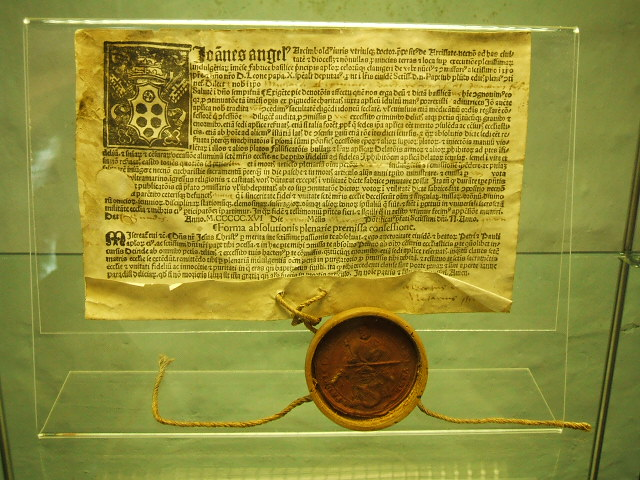
Carta de indulgência de 1513, no Museu de História Cultural de Stralsund

Naquele tempo, o papa Júlio II havia demolido o antigo edifício da Basílica de São Pedro construído pelo imperador romano Constantino, o grande, com o objetivo de montar uma nova basílica que fosse imponente, concedendo uma indulgência plenária para quem doasse qualquer quantia para a construção da nova Basílica de São Pedro. Júlio II morreu em 1513, anos antes de Lutero começar a pregar contra as indulgências e, embora não tivesse conseguido o suficiente para reconstruir a basílica, seus sucessores na Sé de Roma continuaram a emitir cartas de indulgência àqueles que contribuíssem com o dinheiro requisitado. Em 1515 Leão X tornou-se o novo papa. Ele era um grande perdulário e dizia-se dele que desperdiçou a sorte de três papas: a do seu antecessor, a sua e a do seu sucessor. Leão X intensificou a venda das indulgências e confiou-as aos bispos alemães através das casas bancárias.

A venda de indulgências mostrada em "Uma pergunta ao cunhador", xilogravura de Jörg Breu, o Velho de Augsburgo.

A partir de 22 de janeiro de 1517 o famoso frade dominicano Johann Tetzel, inquisidor da Polônia e da Saxônia, como subcomissário geral da campanha de indulgências nomeado pelo cardeal Alberto de Brandemburgo, mandou imprimir uma versão mais ampliada das instruções de indulgência para aumentar seu retorno financeiro. Alberto, que na época era cardeal, príncipe-eleitor, arquichanceler do Sacro Império e também arcebispo em duas arquidioceses, precisava pagar as suas dívidas decorrentes do acúmulo de benefícios eclesiásticos em uma quantia de 10 mil ducados, para reconstruir a basílica. Portanto, para quitar sua dívida com a Santa Sé, começou a promover altamente o comércio de indulgências na Saxônia, em Brandemburgo e nas áreas circunvizinhas, contratando Johann Tetzel para a pregação das indulgências, este recebendo 80 florins por mês e outros benefícios. O cardeal Alberto obteve permissão do papa Leão X para conduzir a venda de uma indulgência plenária especial (ou seja, remissão da punição temporal do pecado), metade dos lucros dos quais ele deveria reivindicar para pagar as taxas de seus benefícios eclesiásticos. Porém o príncipe Frederico III opôs-se fortemente à promoção da indulgência plenária na Saxônia. Ele via a venda de indulgências como uma competição prejudicial pelo seu local de peregrinação, a coleção de relíquias em Vitemberga. Com essa proibição do príncipe, Tetzel se encontrava incapaz de vender as indulgências em território saxão, mas isso não impedia os súditos do eleitor Frederico de obter certificados de indulgência em terras fora de seu eleitorado, como o fizeram em Jüterborg e em Zerbst, onde Tetzel atuou com suas vendas.

Um famoso ditado atribuído a Tetzel, do qual Lutero se opôs, dizia "Tão logo uma moeda na caixa cai, a alma do purgatório sai". Lutero insistiu que, uma vez que o perdão era concedido somente por Deus, aqueles que alegavam que as indulgências absolviam os compradores de todas as punições e lhes concediam a salvação estavam errados. Os cristãos, disse ele, não devem afrouxar em seguir a Cristo por conta de tais falsas garantias.

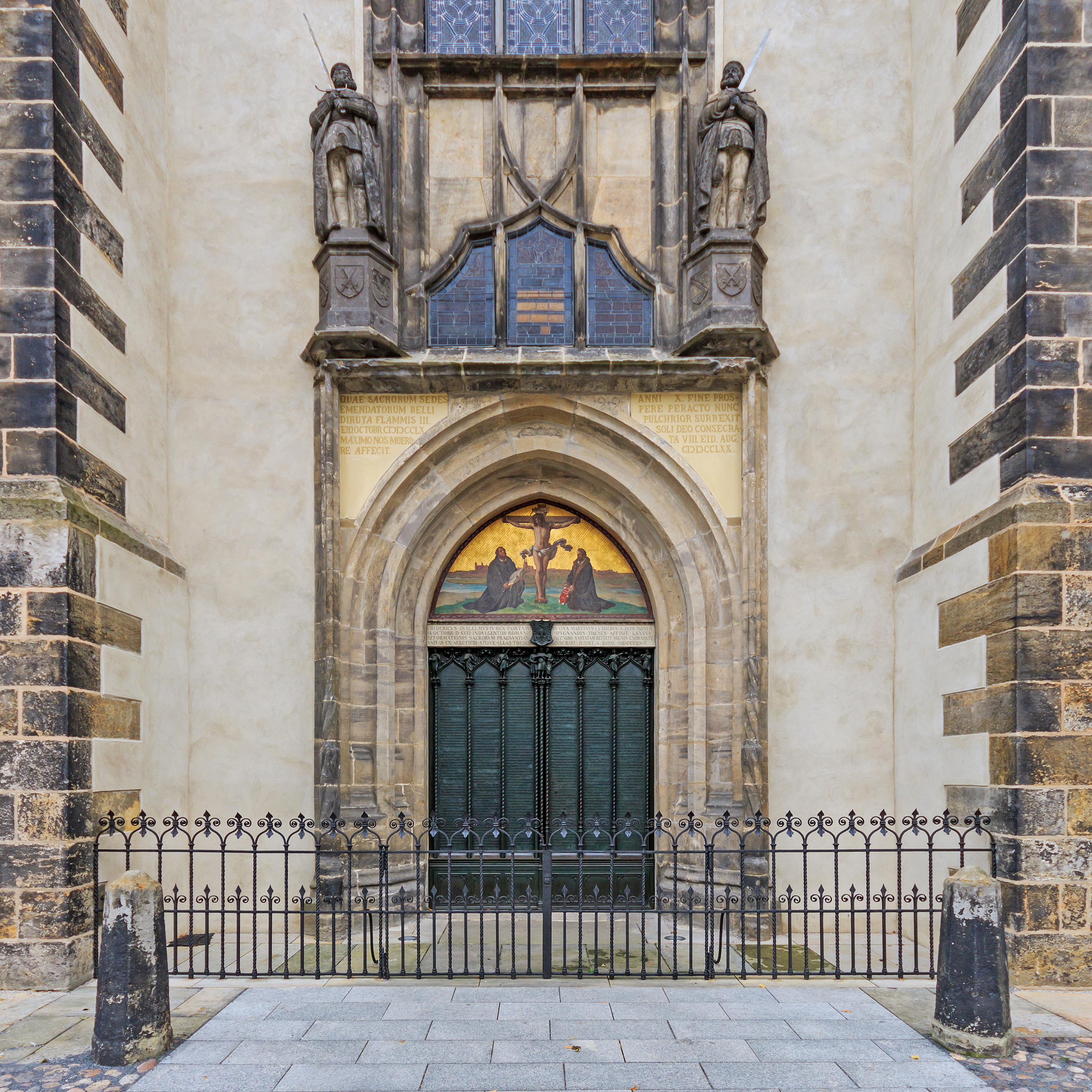
Porta exibindo as 95 teses na Igreja do Castelo de Vitemberga. Segundo a tradição, em 1517 Martinho Lutero pregou suas teses nesta porta, dando início à Reforma Protestante

Lutero viu este tráfico de indulgências como um abuso que poderia confundir as pessoas e levá-las a confiar apenas nas indulgências, deixando de lado a confissão e o arrependimento verdadeiros. Proferiu, então, três sermões contra as indulgências entre 1516 e 1517. Em 31 de outubro de 1517 Lutero escreveu uma carta ao cardeal Alberto, protestando contra a venda das indulgências. Na carta, ele também anexou sua Disputação do doutor Martinho Lutero sobre o poder e eficácia das indulgências, que entrou para a história sob o nome de As 95 Teses, no tom devoto de um monge piedoso. Como escreveu Melâncton, no mesmo dia teriam sido afixadas as teses na porta da Igreja do Castelo de Vitemberga, como um convite aberto a uma disputa escolástica sobre elas. Essas teses condenavam o que Lutero acreditava ser a avareza e o paganismo na Igreja como um abuso e pediam um debate teológico sobre o que as Indulgências significavam. Para todos os efeitos, contudo, nelas Lutero não questionava diretamente a autoridade do Papa para conceder as tais indulgências. As 95 Teses foram logo traduzidas para o alemão e amplamente copiadas e impressas. Ao cabo de duas semanas se haviam espalhado por toda a Alemanha e, em dois meses, por toda a Europa. Este foi o primeiro episódio da história em que a imprensa teve papel fundamental, pois facilitou a distribuição simples e ampla do documento. Como pastor, expressou sua preocupação com os mal-entendidos que surgiam entre a população sobre as indulgências. Ele presumia que as instruções de indulgência de Tetzel foram escritas sem o conhecimento ou consentimento de Alberto ou do papa. Lutero parece ter endereçado também cartas aos bispos de Merseburgo e de Zeitz, Lebus e Mísnia.

### Resposta do papado

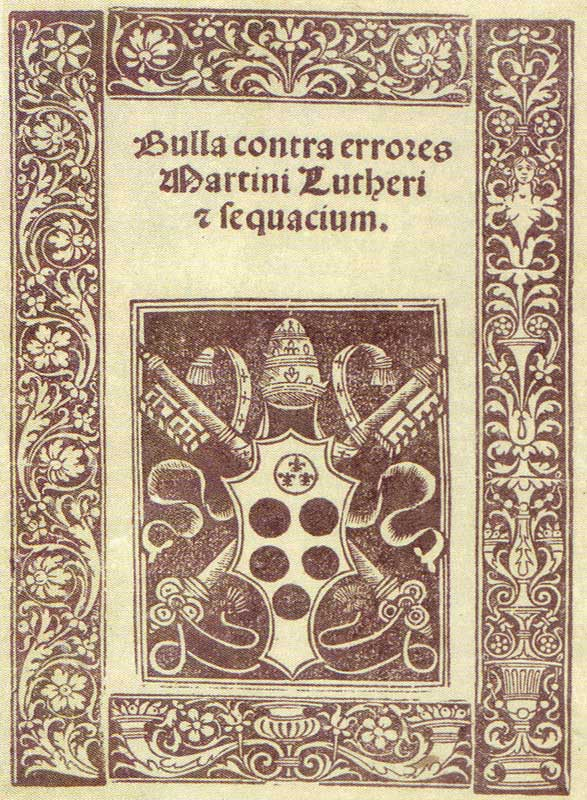
Bula Exsurge Domine do

Depois de fazer pouco caso de Lutero, dizendo que ele seria um "alemão bêbado que escrevera as teses", e afirmando que "quando estiver sóbrio mudará de opinião", o Papa Leão X ordenou, em 1518, ao professor de teologia dominicano Silvestro Mazzolini que investigasse o assunto. Este denunciou que Lutero se opunha de maneira implícita à autoridade do Sumo Pontífice, quando discordava de uma de suas bulas. Declarou que Lutero era um herege e escreveu uma refutação acadêmica às suas teses. Nela, mantinha a autoridade papal sobre a Igreja e condenava as teorias de Lutero como um desvio e uma apostasia. Lutero replicou de igual forma (academicamente), dando assim início à controvérsia.
Enquanto isso, Lutero tomava parte da convenção dos agostinianos em Heidelberga, onde apresentou uma tese sobre a escravidão do homem ao pecado e a graça divina. No decorrer da controvérsia sobre as indulgências, o debate se elevou até o ponto de duvidar do poder absoluto e autoridade do Papa, pois as doutrinas de "Tesouraria da Igreja" e "Tesouraria dos Merecimentos", que serviam para reforçar a doutrina e venda das indulgências, haviam se baseado na bula papal "Unigenitus", de 1343, do Papa Clemente VI. Por causa de sua oposição a esta doutrina, Lutero foi qualificado como heresiarca e o Papa, decidido a suprimir por completo os seus pontos de vista, ordenou que ele fosse chamado a Roma, viagem que deixou de ser realizada por motivos políticos.
Desejando manter relações amistosas com o protetor de Lutero, Frederico, o Sábio, o Papa engendrou uma tentativa final de alcançar uma solução pacífica para o conflito. Uma conferência com o representante papal Karl von Miltitz em Altenburg, em janeiro de 1519, levou Lutero a decidir guardar silêncio, tal qual seus opositores. Também escreveu uma humilde carta ao Papa e compôs um tratado demonstrando suas opiniões sobre a Igreja Católica. A carta nunca chegou a ser enviada, pois não continha nenhuma retratação; e no tratado que compôs mais tarde, negou qualquer efeito das indulgências no Purgatório.[carece de fontes?]
Quando João Maier desafiou um colega de Lutero, Andreas Carlstadt, para um debate em Leipzig, Lutero juntou-se à discussão (27 de junho a 18 de julho de 1519), no curso do qual negou o direito divino do solidéu papal e da autoridade de possuir as chaves do Céu que, segundo ele, haviam sido outorgadas apenas ao próprio Apóstolo Pedro, não passando para seus sucessores. Negou que a salvação pertencesse à Igreja Católica ocidental sob a autoridade do Papa, mas que está se mantinha na Igreja Ortodoxa, do Oriente. Depois do debate, Maier afirmou que forçara Lutero a admitir a semelhança de sua própria doutrina com a de João Huss, que havia sido queimado na fogueira da Inquisição.[carece de fontes?]

### Processo romano

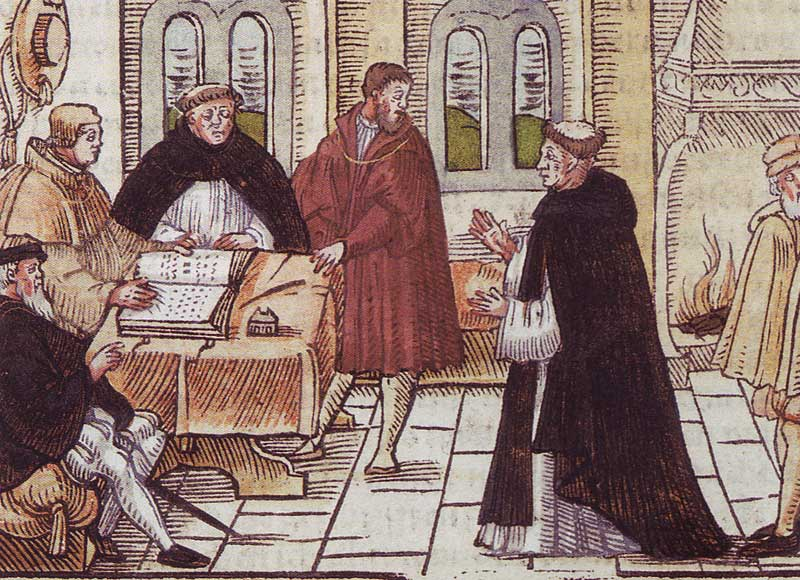
Martinho Lutero e o Cardeal Caetano

Em Junho de 1518, foi aberto o processo contra Lutero, com base na publicação das suas 95 Teses. Alegava-se, com o exame do processo, que ele incorria em heresia. Nas aulas que ministrava na Universidade de Vitemberga, espiões registravam seus comentários negativos sobre a excomunhão. Depois disso, em agosto de 1518, o processo foi alterado para heresia notória. Lutero foi convidado a ir a Roma, onde teria que desmentir sua doutrina.
Lutero recusou-se a fazê-lo, alegando razões de saúde; e pretendeu uma audiência em território alemão. O seu pedido baseava-se no argumento (Gravamina) da Nação Alemã. Seu pedido foi aceito, ele foi convidado para uma audiência com o cardeal Caetano de Vio (Tomás Caetano), durante a reunião das cortes (Reichstag) imperiais de Augsburg. Entre 12 e 14 de outubro de 1518, Lutero falou a Caetano. Este pediu-lhe que revogasse sua doutrina. Lutero recusou-se a fazê-lo.
Do lado romano, o caso pareceu terminado. Por causa da morte do imperador Maximiliano I (em janeiro de 1519), houve uma pausa de dois anos no andamento do processo. O imperador tinha decidido que o seu sucessor seria Carlos (futuro Carlos V). Por causa das pertenças de Carlos em Itália, o papa renascentista Leão X receava o cerco do Estado da Igreja e procurava evitar que os príncipes-eleitores alemães (Kurfürsten) renunciassem a Carlos. O papel de protetor de Lutero assumido por Frederico, o sábio, levou a que Roma pedisse que Karl von Miltiz intercedesse junto ao príncipe por uma solução razoável. Após a escolha de Carlos V como imperador (26 de junho de 1519), o processo de Lutero voltaria a ser alvo de preocupações e trabalhos.

O selo de Lutero

Em junho de 1520, reapareceu a ameaça no escrito "Exsurge Domine" e, em janeiro de 1521, a bula "Decet Romanum Pontificem" excomungou Lutero. Seguiu-se, então, a ameaça oficial do imperador (Reichsacht). Notável é, no entanto, que Lutero foi, mais uma vez, recebido em audiência, o que também deixou claras as diferenças entre o papado e o Sacro Império. Carlos foi o último rei (após uma reconciliação) a ser coroado imperador pelo papa. Nos dias 17 e 18 de abril de 1521 Lutero foi ouvido na Dieta de Worms (conferência governativa) e, após ter negado a revogação da sua doutrina, foi publicado o Édito de Worms, banindo Lutero.
Como propõe seu biógrafo Eric Metaxas, Lutero estabeleceu as bases para a separação entre a Igreja e o Estado, conforme cita:
"Foi ali, perante o Sacro Imperador Romano Carlos V em um impressionante conjunto de nobres germânicos — e, talvez mais importante, perante o representante papal, Thomas Cajetan — que Lutero tomou sua implacável posição e fez a declaração pela qual ele imediatamente saltou do cosmos medieval para dentro do moderno. Que ele deixou claro que temia o julgamento de Deus mais do que o das figuras poderosas naquela sala, ele eletrificou o mundo. Como alguém, quanto menos um simples monge, se atrevia a implicar que pudesse haver qualquer diferença entre eles? Desde tempos imemoriais, aqueles homens falavam por Deus e pelo Estado. Mas Lutero os desafiou, humilde mas assertivamente, em um momento divisor de águas na história do mundo."

### Excomunhão
A 15 de junho de 1520, o Papa advertiu Lutero, com a bula "Exsurge Domine", onde o ameaçava com a excomunhão, a menos que, num prazo de setenta dias, repudiasse 41 pontos de sua doutrina, destacados pela Igreja.

Em outubro de 1520, Lutero enviou seu escrito "A Liberdade de um Cristão" ao Papa, acrescentando a frase significativa:
"Eu não me submeto a leis ao interpretar a palavra de Deus".
Enquanto isso, um rumor chegara de que Johan Ech saíra de Meissem com uma proibição papal, enquanto este se pronunciara realmente a 21 de setembro. O último esforço de paz de Lutero foi seguido, em 10 de dezembro, da queima da bula, que já tinha expirado há 120 dias, e o decreto papa de Vitemberga, defendendo-se com seus "Warum des Papstes und seiner Jünger Bücher verbrannt sind" e "Assertio omnium articulorum". O Papa Leão X excomungou Lutero a 3 de janeiro de 1521, na bula "Decet Romanum Pontificem".
A execução da proibição, com efeito, foi evitada pela relação do Papa com Frederico III da Saxônia, e pelo novo imperador, Carlos I de Espanha (Carlos V de Habsburgo), que julgou inoportuno apoiar as medidas contra Lutero, diante de sua posição face à Dieta.

### A Dieta de Worms

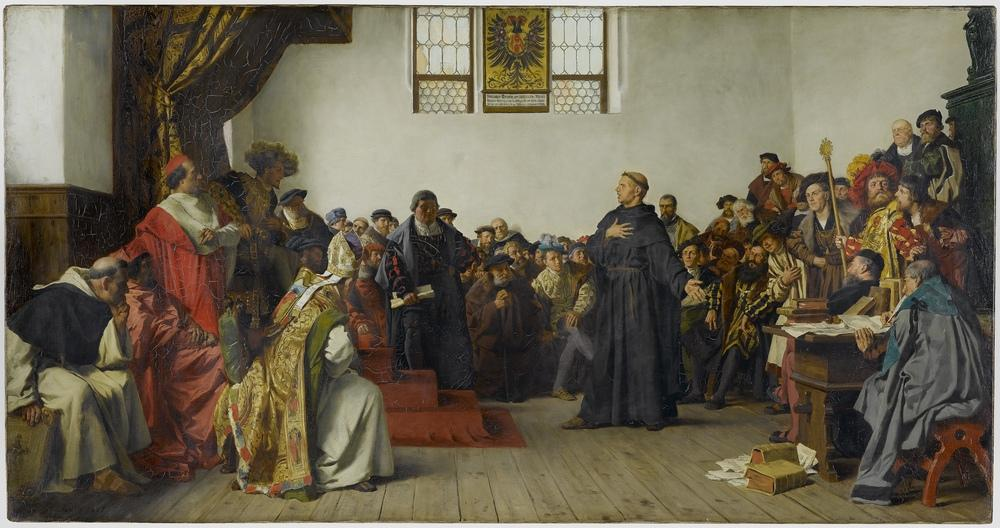
Martinho Lutero na Dieta de Worms, onde se recusou a retratar suas obras quando solicitado por Carlos V. Pintura de Anton von Werner, 1877,

O Imperador Carlos V inaugurou a dieta imperial a 22 de janeiro de 1521. Lutero foi chamado a renunciar ou confirmar seus ditos e foi-lhe outorgado um salvo-conduto para garantir-lhe o seguro deslocamento. A 16 de abril, Lutero apresentou-se na dieta. João Maier, assistente do Arcebispo de Trier, mostrou a Lutero uma mesa cheia de cópias de seus escritos. Perguntou-lhe, então, se os livros eram seus e se ele acreditava naquilo que as obras diziam. Lutero pediu um tempo para pensar em sua resposta, o que lhe foi concedido. Este, então, isolou-se em oração e depois consultou seus aliados e amigos, apresentando-se à dieta no dia seguinte. Quando a dieta veio a tratar do assunto, o conselheiro Maier pediu a Lutero que respondesse explicitamente à seguinte questão:
"Lutero, repeles seus livros e os erros que eles contêm?"

Lutero, então, respondeu:
"Que se me convençam mediante testemunho das Escrituras e claros argumentos da razão — porque não acredito nem no Papa nem nos concílios já que está provado amiúde que estão errados, contradizendo-se a si mesmos — pelos textos da Sagrada Escritura que citei, estou submetido a minha consciência e unido à palavra de Deus. Por isto, não posso nem quero retratar-me de nada, porque fazer algo contra a consciência não é seguro nem saudável."
De acordo com a tradição, Lutero, então, proferiu as seguintes palavras:
"Não posso fazer outra coisa, esta é a minha posição. Que Deus me ajude!"
Nos dias seguintes, seguiram-se muitas conferências privadas para determinar qual o destino de Lutero. Antes que a decisão fosse tomada, Lutero abandonou Worms. Durante seu regresso a Vitemberga, desapareceu. O Imperador redigiu o Édito de Worms a 25 de maio de 1521, declarando Martinho Lutero fugitivo e herege, e proscrevendo suas obras.

### Exílio no Castelo de Wartburg

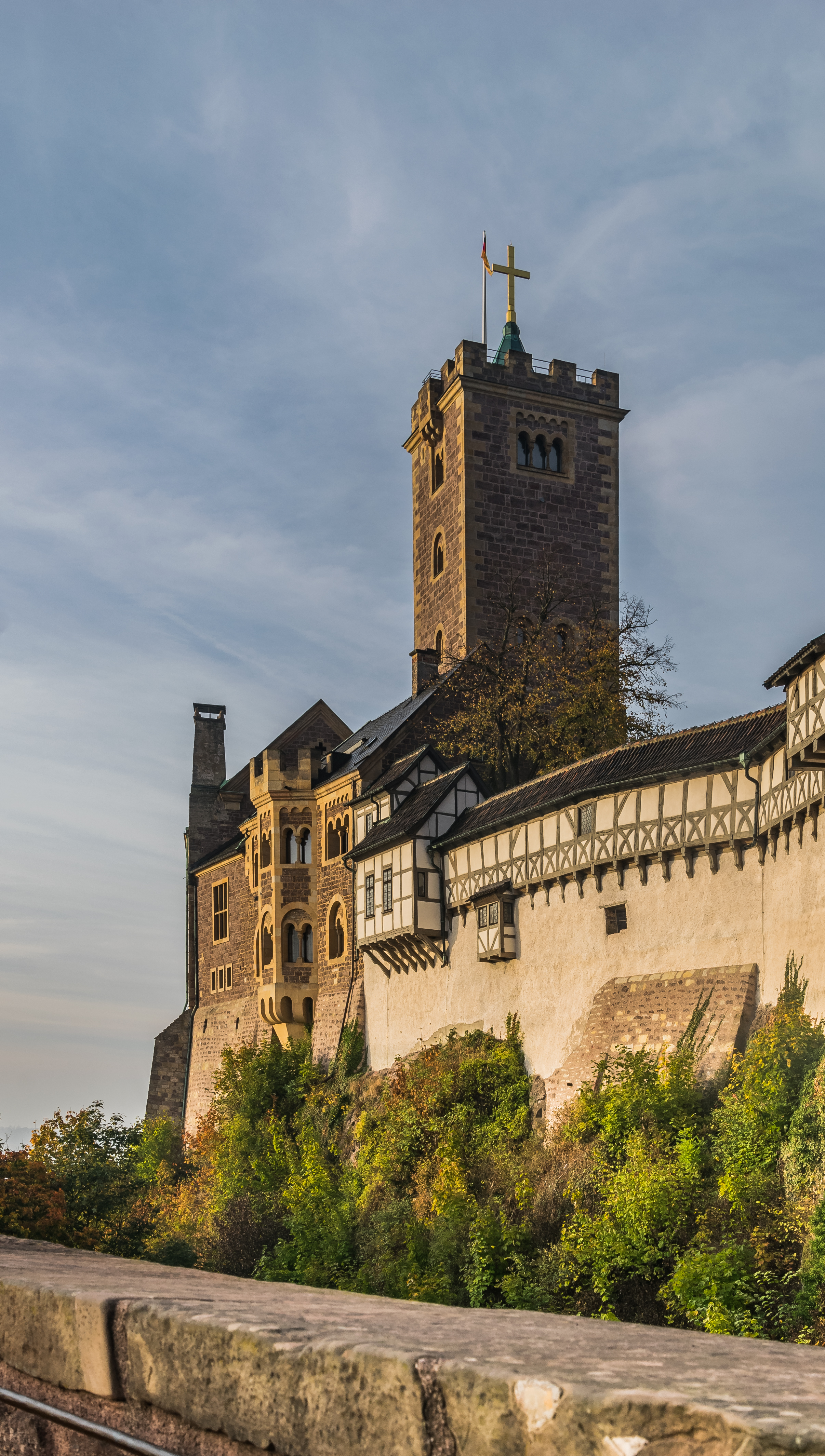
Castelo de Wartburg em Eisenach

O sequestro de Lutero durante a sua viagem de regresso da Dieta de Worms foi arranjado. Frederico, o sábio ordenou que Lutero fosse capturado por um grupo de homens mascarados a cavalo, que o levaram para o Castelo de Wartburg, em Eisenach, onde ele permaneceu por cerca de um ano. Deixou crescer barba e cabelos e tomou as vestes de um cavaleiro, assumindo o pseudônimo de Junker Jörg (Cavaleiro Jorge). Durante esse período de retiro forçado, Lutero traduziu o Novo Testamento do original grego para o alemão em apenas onze semanas. Esta obra contribuiu decisivamente para a padronização do idioma alemão.

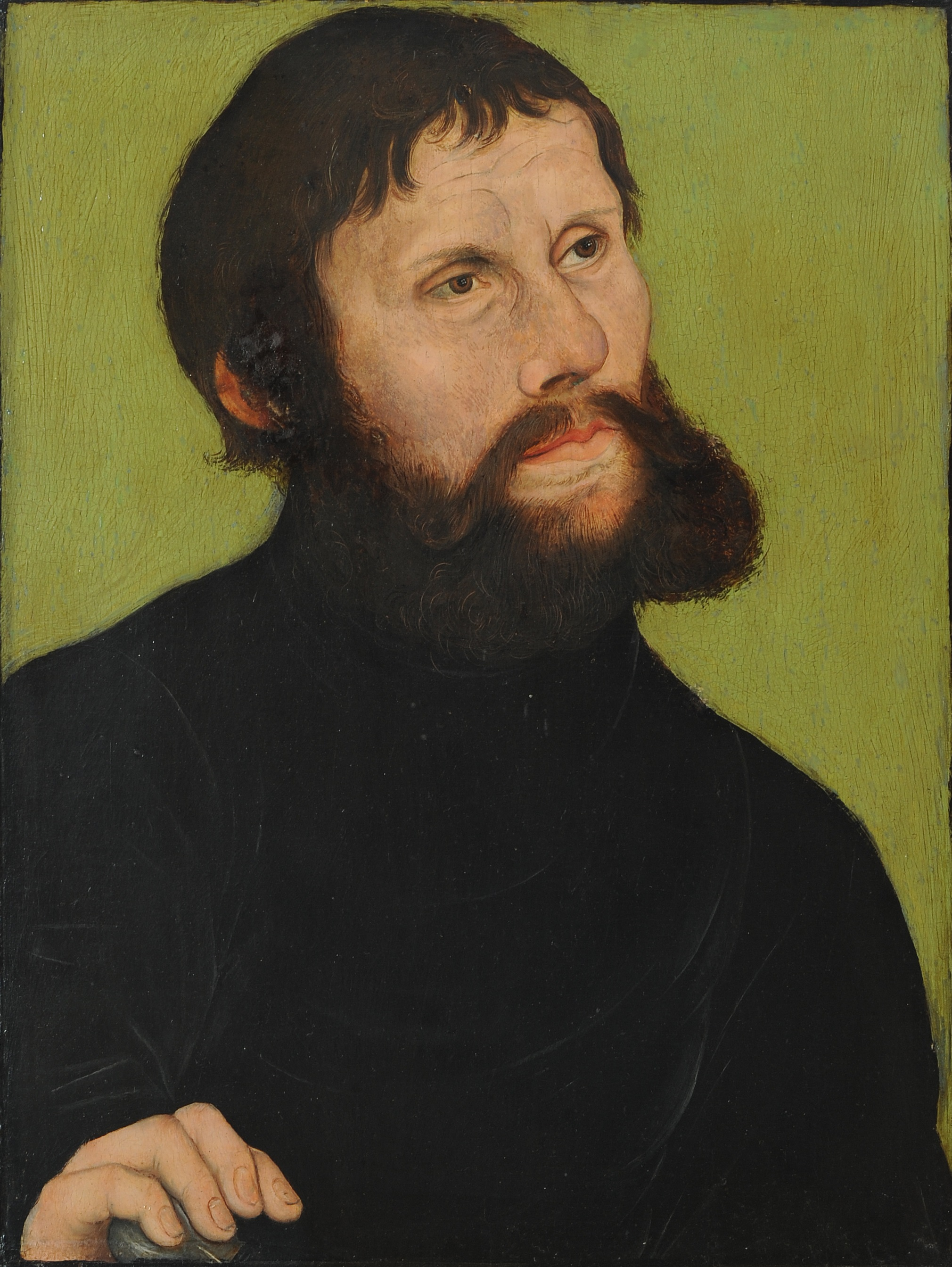
Lutero disfarçado de "Junker Jörg", 1521

Com o início da estadia de Lutero em Wartburg, começou um período muito construtivo de sua carreira como reformista. Em seu "Deserto" ou "Patmos" (como ele mesmo chamava, em suas cartas) de Wartburg, começou a tradução da Bíblia, da qual foi impresso o Novo Testamento, em setembro de 1522.
Em Wartburg, ele produziu outros escritos, preparou a primeira parte de seu Guia para Párocos e "Von der Beichte" (Sobre a Confissão), em que nega a obrigatoriedade da confissão, e admite como saudável a confissão privada voluntária. Também escreveu contra o Arcebispo Albrecht, a quem obrigou, com isso, a desistir de retomar a venda das indulgências. Em seus ataques a Jacobus Latomus, avançou em sua visão sobre a relação entre a graça e a lei, assim como sobre a natureza revelada pelo Cristo, distinguindo o objetivo da graça de Deus para o pecador que, por acreditar, é justificado por Deus devido à justiça de Cristo, pois a graça salvadora reside dentro do homem pecador. Ainda mostrou que o "princípio da justificação" é insuficiente, ante a persistência do pecado depois do batismo — pela inerência do pecado em cada boa obra.

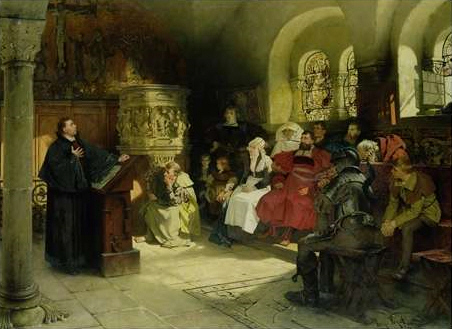
Martinho Lutero pregando no Castelo de Wartburg; quadro de Hugo Vogel

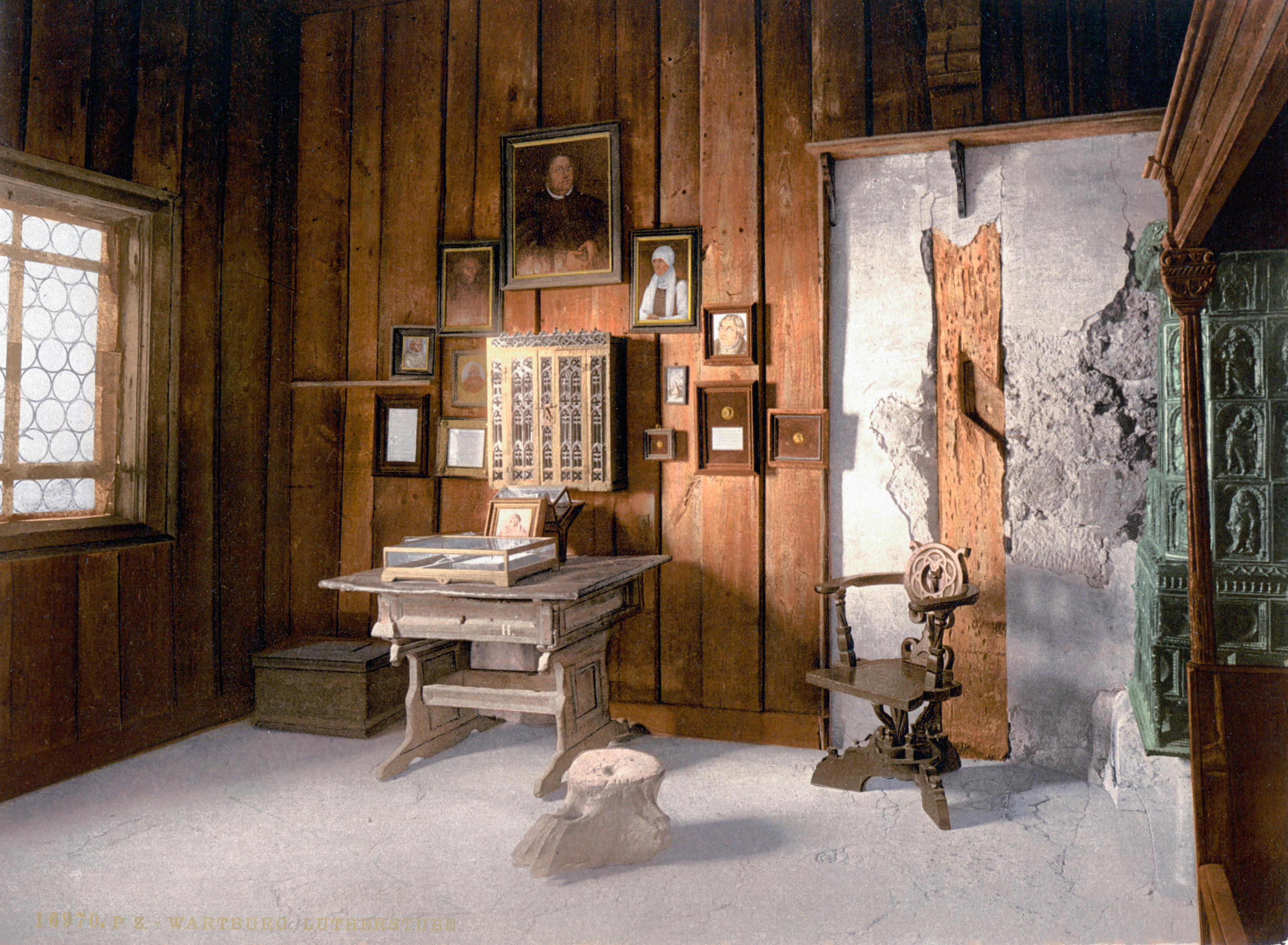
Seu quarto no castelo de Wartburg, em Eisenach.

Lutero, amiúde, escrevia cartas a seus amigos e aliados, respondendo-lhes ou perguntando-lhes por seus pontos de vista e respondendo-lhes aos pedidos de conselhos. Por exemplo, Felipe Melanchthon lhe escreveu perguntando como responder à acusação de que os reformistas renegavam a peregrinação e outras formas tradicionais de piedade. Lutero respondeu-lhe em 1 de agosto de 1521:
"Se és um pregador da misericórdia, não pregues uma misericórdia imaginária, mas sim uma verdadeira. Se a misericórdia é verdadeira, deve penitenciar ao pecado verdadeiro, não imaginário. Deus não salva apenas aqueles que são pecadores imaginários. Conheça o pecador, e veja se os seus pecados são fortes, mas deixai que tua confiança em Cristo seja ainda mais forte, e que se alegre em Cristo que é o vencedor sobre o pecado, a morte e o mundo. Cometeremos pecados enquanto estivermos aqui, porque nesta vida não há um só lugar onde resida a justiça. Nós todos, sem embargo, disse Pedro (2ª Pedro 3:13), estamos buscando mais além um novo céu e uma nova terra onde a justiça reinará".
Enquanto isso, alguns sacerdotes saxônicos haviam renunciado ao voto de castidade, ao mesmo tempo em que outros tantos atacavam os votos monásticos. Lutero, em seu De votis monasticis (Sobre os votos monásticos), aconselhava-os a ter mais cautela, aceitando, no fundo, que os votos eram geralmente tomados "com a intenção da salvação ou à busca de justificação". Com a aprovação de Lutero em seu "De abroganda missa privata (Sobre a abrogação da missa privada), mas contra a firme oposição de seu prior, os agostinianos de Vitemberga realizaram a troca das formas de adoração e terminaram com as missas. Sua violência e intolerância certamente desagradaram Lutero que, em princípios de dezembro, passou alguns dias entre eles. Ao retornar para Wartburg, escreveu "Eine treue Vermahnung … vor Aufruhr und Empörung" (Uma sincera admoestação por Martinho Lutero a todos os cristãos para que se resguardem da insurreição e rebelião). Apesar disso, em Wittengerg, Carlstadt e o ex-agostiniano Gabriel Zwilling reclamavam a abolição da missa privada e da comunhão em duas espécies, assim como a eliminação das imagens nas igrejas e a ab-rogação do celibato.

### Regresso a Vitemberga e osSermões Invocavit
No final do ano de 1521, os anabatistas de Zwickau se entregam à anarquia. Contrário a tais concepções radicais e temendo seus resultados, Lutero regressou em segredo a Vitemberga, em 6 de março de 1522. Durante oito dias, a partir de 9 de março (domingo de Invocavit) e concluindo no domingo seguinte, Lutero pregou outros tantos sermões que tornaram-se conhecidos como os "Sermões de Invocavit".
Nessas pregações, Lutero aconselhou uma reforma cuidadosa, que leve em consideração a consciência daqueles que ainda não estivessem persuadidos a acolher a Reforma. A consagração do pão foi restaurada por um tempo e o cálice sagrado foi ministrado somente àqueles do laicado que o desejaram. O cânon das missas, devido ao seu caráter imolatório, foi suprimido. Devido ao sacramento da confissão ter sido abolido, verificou-se a necessidade que muitas pessoas ainda tinham de confessar-se em busca do perdão. Esta nova forma de serviço foi dada a Lutero em "Formula missæ et communionis" (Fórmula da missa e Comunhão), de 1523. Em 1524 surgiu o primeiro hinário de Vitemberga, com quatro hinos.
Como aquela parte da Saxônia era governada pelo Duque Jorge, que proibira seus escritos, Lutero declarou que a autoridade civil não podia promulgar leis para a alma. Fez isso em sua obra: "Über die weltliche Gewalt, wie weit man ihr Gehorsam schuldig sei" (Autoridade Temporal: em que medida deve ser obedecida).

### Matrimônio e família

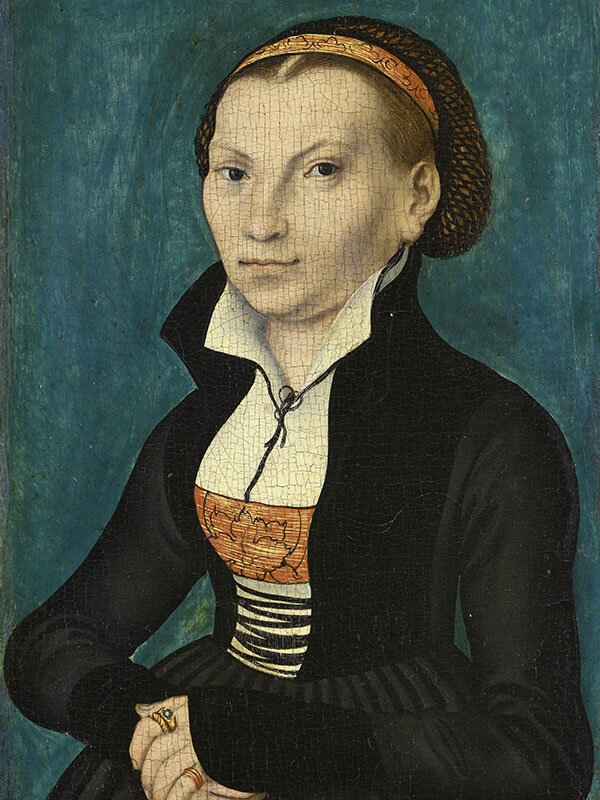
Catarina von Bora, esposa de Lutero; retrato da autoria de Lucas Cranach, o Velho, 1526

Em abril de 1523, Lutero ajudou 12 freiras a escaparem do cativeiro no  Convento de Nimbschen. Entre essas freiras encontrava-se Catarina von Bora, filha de nobre família, com quem veio a se casar, em 13 de junho de 1525. Desta união nasceram seis filhos: Johannes, Elisabeth, Magdalena, Martin, Paul e Margaretha. Dos seis filhos, Margaretha foi a única que manteve a linhagem até os dias de hoje. Um descendente ilustre da família Lutero é o ex-presidente alemão Paul von Hindenburg.
O casamento de Lutero com a ex-freira cisterciense incentivou o casamento de outros padres e freiras que haviam adotado a Reforma. Foi um rompimento definitivo com a Igreja Romana.

### Morte

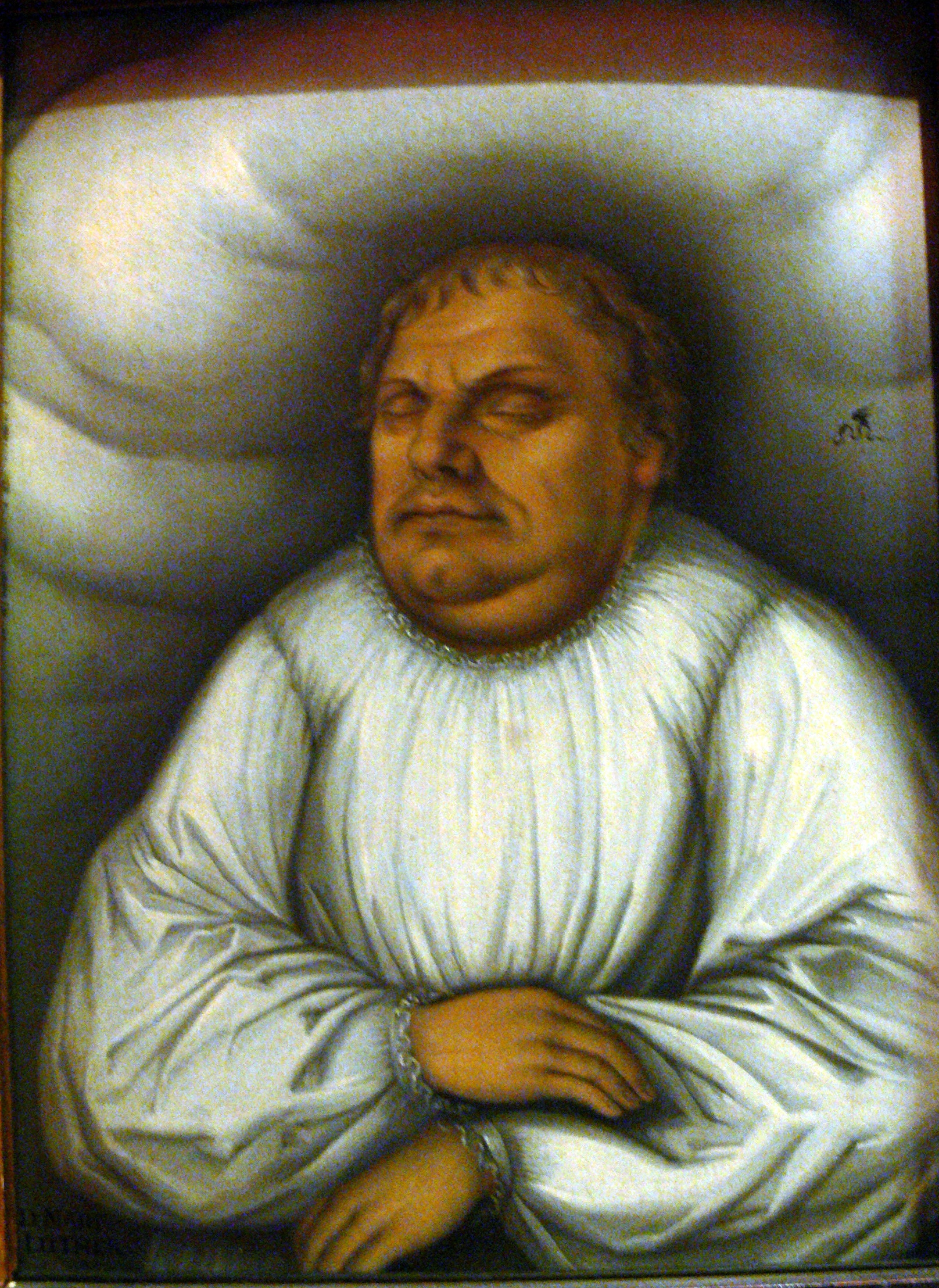
Lutero morto conforme retratado por Lucas Cranach, o Velho

O ex-monge agostiniano Martinho Lutero teve morte natural, embora não haja um consenso entre os seus biógrafos acerca da sua causa de morte. O historiador Frantz Funck-Brentano, por exemplo, escreveu em sua obra "Martim Lutero":
"Os dois médicos, que o tinham tratado nos últimos momentos, não puderam chegar a um acordo sobre a causa de sua morte, opinando um por um ataque de apoplexia, outro por uma angina pulmonar."
A propósito, em 1521, por ocasião da Dieta de Worms (uma espécie de audiência imperial), foi publicado pelo Imperador Carlos V o Edito de Worms, pelo qual qualquer pessoa, ao menos teoricamente, estaria livre para matar Lutero sem correr o risco de sofrer qualquer sanção penal, já que, pelo referido Edito do Imperador, Lutero foi banido do Império como um fora-da-lei. Por receio de que algo de mal pudesse acontecer a Lutero durante viagem de regresso de Worms, Frederico III (ou Frederico, o Sábio), Príncipe-Eleitor da Saxônia, ordenou que Lutero fosse capturado e levado para o Castelo de Wartburg, onde estaria a salvo.
Provavelmente, foi por causa desse risco de morte que Lutero passou a correr que seu amigo disse que "tentaram matá-lo". Encontra-se sepultado na Igreja do Castelo de Vitemberga.

## Obras

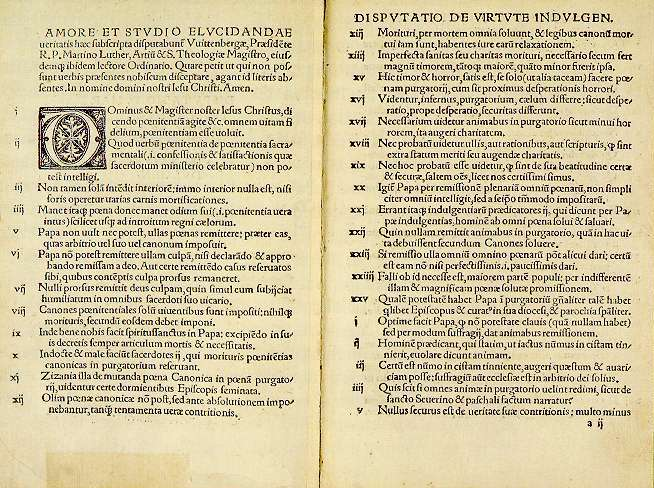
Au 95 Teses, de Lutero

Foi o autor de uma das primeiras traduções da Bíblia para alemão, algo que não era permitido até então sem especial autorização eclesiástica. Lutero, contudo, não foi o primeiro tradutor, pois já havia várias mais antigas. A tradução de Lutero, no entanto, suplantou as anteriores porque utilizou uma forma unificada do Hochdeutsch (dialetos alemães da região central e sul) e foi amplamente divulgada em decorrência da sua difusão por meio da imprensa, desenvolvida por Gutenberg, em 1453. A primeira parte da bíblia, o Novo Testamento, foi publicado em setembro de 1522, para a Feira do Livro de Leipzig. Foram impressas 3 mil cópias, cada uma custando de meio a 1,5 gulden. Lutero introduziu a palavra alleyn, que não aparece no texto grego original no capítulo 3:28 da Epístola aos Romanos, o que gerou controvérsia. Lutero justificou a manutenção do advérbio como sendo uma necessidade idiomática do alemão como por ser a intenção de Paulo. A primeira edição se esgotou em três meses, exigindo que reimpressões fossem feitas rapidamente. A primeira edição foi chamada de "Testamento de setembro", e a segunda, revisada, de "Testamento de dezembro". Em 1534, Lutero terminou a tradução do Antigo Testamento, lançando a versão completa da bíblia que, até a morte do reformador, teve cerca de 200 mil cópias publicadas. Para esse trabalho, contou com a ajuda de vários outros teólogos e linguistas já que não dominava tão bem o hebraico antigo e o aramaico como o latim e o grego antigo.
O latim, língua do extinto Império Romano, permanecia a lingua franca europeia, imediatamente conotada com o passado romano unificado, sendo também a língua da Vulgata traduzida por São Jerônimo no século V, tal como tinham sido transmitidos às províncias do Império. Por mais longínquas que fossem, nos menos de cem anos que separam a oficialização da religião cristã pelo imperador romano Teodósio em 380. e a deposição do último imperador de Roma pelo germânico Odoacro, em 476 (data avançada por Edward Gibbon e convencionalmente aceita como ano da queda do Império Romano do Ocidente), toda a região do antigo Império, ao longo dos seguintes 500 anos, e de forma mais ou menos homogênea, se cristianizou. O fim da perseguição à religião cristã pelo império romano se deu em 313 com o Édito de Milão.
No entanto, o domínio do latim era, no século XVI, no fim da Idade Média (terminada oficialmente em 1453, com a tomada de Constantinopla pelos otomanos) e princípio da chamada Idade Moderna, apenas o privilégio de uma percentagem ínfima de população instruída, entre os quais os elementos da própria Igreja. A tradução de Lutero para o alemão foi simultaneamente um ato de desobediência e um pilar da sistematização do que viria a ser a língua alemã, até aí vista como uma língua inferior, dos servos e ignorantes. É preciso adicionar que Lutero não se opunha ao latim, e chegou mesmo a publicar uma edição revisada da tradução latina da Bíblia (Vulgata). Lutero escrevia tanto em latim como em alemão. A tradução da Bíblia para o alemão não significou, portanto, rejeição do latim como língua acadêmica. Foi também autor da polêmica obra "Sobre os Judeus e Suas Mentiras" (Von den Juden und ihren Lügen). Pouco conhecida, mas muito apreciada pelo próprio Lutero, foi sua resposta a "Diatribe" de Erasmo de Roterdã intitulada De servo arbitrio (Título da publicação em português: Da vontade cativa). Martinho Lutero defendia o princípio da mortalidade da alma contrastando com a crença de João Calvino, que chamou à crença de Lutero "sono da alma".

## Controvérsias

### Antissemitismo
Martinho Lutero foi antissemita:
 "A Alemanha deve ficar livre de judeus, aos quais após serem expulsos, devem ser despojados de todo dinheiro e joias, prata e ouro, e que fossem incendiadas suas sinagogas e escolas, suas casas derrubadas e destruídas (…), postos sob um telheiro ou estábulo como os ciganos (…), na miséria e no cativeiro assim que estes vermes venenosos se lamentassem de nós e se queixassem incessantemente a Deus". — "Sobre os Judeus e Suas Mentiras" de Martinho Lutero.

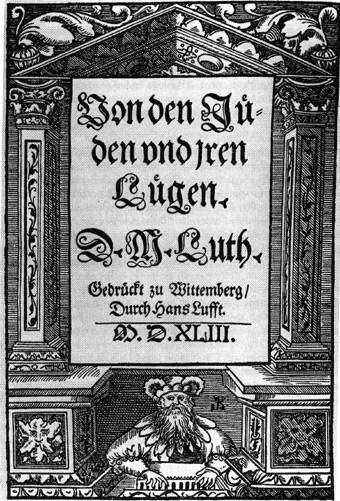
Texto antissemita de Martinho Lutero: Sobre os Judeus e Suas Mentiras (1543)

O historiador Robert Michael escreve que Lutero estava preocupado com a questão judaica toda a sua vida, apesar de dedicar apenas uma pequena parte de seu trabalho para ela. Seus principais trabalhos sobre os judeus são Von den Juden und ihren Lügen ("Sobre os Judeus e Suas Mentiras") e Vom Schem Hamphoras und vom Geschlecht Christi ("Do Inefável Nome e da Santa linhagem de Cristo") — reimpressas cinco vezes quando era vivo — ambas escritas em 1543, três anos antes de sua morte. Nesses trabalhos Lutero afirmou que os judeus já não eram o povo eleito, mas o "povo do diabo". A sinagoga era como "uma prostituta incorrigível e uma devassa maléfica" e os judeus estavam "cheios das fezes do demónio,... nas quais se rebolam como porcos" Lutero aconselhou as pessoas a incendiarem as sinagogas, destruindo os livros judaicos, proibir os rabinos de pregar, e apreender os bens e dinheiro dos Judeus e também expulsá-los ou fazê-los trabalhar forçosamente. Lutero também parecia aconselhar seus assassinatos, escrevendo "É nossa a culpa em não matar eles".
A campanha contra os judeus de Lutero foi bem-sucedida na Saxónia, Brandemburgo, e Silésia. Josel de Rosheim (1480-1554), que tentou ajudar os judeus na Saxónia, escreveu em seu livro de memórias a situação de intolerância foi causada por "(…) esse sacerdote cujo nome é Martinho Lutero — (…) seu corpo e alma vinculada até no inferno!! — que escreveu e publicou muitos livros heréticos no qual disse que quem ajudasse judeus seriam condenados à perdição." Josel teria pedido a cidade de Estrasburgo para proibir a venda das obras antijudaicas de Lutero; porém seu pedido foi-lhe negado quando um pastor luterano de Hochfelden argumentou em um sermão que os seus paroquianos deviam assassinar judeus. O antissemitismo de Lutero persistiu após a sua morte. Ao longo de todo o ano de 1580, motins expulsaram judeus de vários estados luteranos alemães.
A opinião predominante entre os historiadores é que a sua retórica antijudaica contribuiu significativamente para o desenvolvimento do antissemitismo na Alemanha, e na década de 1930 e 1940 auxiliou na fundamentação do ideal do nazismo de ataques a judeus. O próprio Adolf Hitler em sua autobiografia Mein Kampf considerou Lutero uma das três maiores figuras da Alemanha, juntamente com Frederico, o Grande, e Richard Wagner. Em 5 de outubro de 1933, o Pastor Wilhelm Rehm de Reutlingen declarou publicamente que "Hitler não teria sido possível, sem Martinho Lutero". Julius Streicher, o editor do jornal Nazista Der Stürmer, argumentou durante sua defesa no julgamento de Nuremberg "que nunca havia dito nada sobre os judeus que Martinho Lutero não tivesse dito 400 anos antes". Em novembro de 1933, uma manifestação protestante que reuniu um recorde de 20 000 pessoas, aprovou três resoluções:
- Adolf Hitler é a conclusão da Reforma;[123]
- Judeus Batizados devem ser retirados da Igreja;[123]
- O Antigo Testamento deve ser excluído da Sagrada Escritura.[123]

Diversos historiadores (entre os quais se destacam William L. Shirer e Michael H. Hart) sugerem que a influência de Lutero tenha auxiliado a aceitação do nazismo na Alemanha pelos protestantes no século XX. Shirer fez a seguinte observação na sua obra Ascensão e Queda do Terceiro Reich:
 "É difícil compreender a conduta da maioria dos protestantes nos primeiros anos do nazismo, salvo se estivermos prevenidos de dois fatos: sua história e a influência de Martinho Lutero (para evitar qualquer confusão, devo explicar aqui que o autor é protestante). O grande fundador do protestantismo não foi só antissemita apaixonado como feroz defensor da obediência absoluta à autoridade política. Desejava a Alemanha livre de judeus (…) — conselho que foi literalmente seguido quatro séculos mais tarde por Hitler, Göring e Himmler.

Por outro lado, especialmente Shirer recebeu críticas por essa sua observação, sendo acusado de não conhecer suficientemente a história alemã e por ter interpretado incorretamente certos acontecimentos ou mesclado suas opiniões pessoais em seu livro. Também os cristãos luteranos afirmam que a Igreja Luterana tem esse nome em homenagem ao seu mais famoso líder, porém não acata todos os escritos teológicos de Lutero, principalmente os escritos que atacam os judeus. Desde os anos 1980, alguns órgãos da Igreja Luterana formalmente denunciaram e dissociaram-se dos escritos de Lutero sobre os judeus. Em novembro de 1998, no 60º aniversário de Kristallnacht, a Igreja Luterana da Baviera emitiu uma afirmação: 
"é imperativo para a Igreja Luterana, que sabe que é endividada ao trabalho e a tradição de Martinho Lutero, de levar a sério também as suas declarações antijudaicas, reconhece a sua função teológica, e reflete nas suas consequências. Temos que nos distanciar de cada [expressão de] antissemitismo na teologia Luterana."

### Guerra dos Camponeses
A Guerra dos Camponeses (1524-1525) foi, de muitas maneiras, uma resposta aos discursos de Lutero e de outros reformadores. Revoltas de camponeses já tinham existido em pequena escala em Flandres (1321-1323), na França (1358), na Inglaterra (1381-1388), durante as guerras hussitas do século XV, e muitas outras até o século XVIII. Mas muitos camponeses julgaram que os ataques verbais de Lutero à Igreja e sua hierarquia significavam que os reformadores iriam igualmente apoiar um ataque armado à hierarquia social. Por causa dos fortes laços entre a nobreza hereditária e os líderes da Igreja que Lutero condenava, isso não seria surpreendente.
Já em 1522, enquanto Lutero estava em Wartburg, seu seguidor Thomas Münzer, comandou massas camponesas contra a nobreza imperial, pois propunha uma sociedade sem diferenças entre ricos e pobres e sem propriedade privada, Lutero por sua vez defendia que a existência de "senhores e servos" era vontade divina, motivo pelo qual eles romperam. Lutero, desde cedo, argumentou com a nobreza e os próprios camponeses sobre uma possível revolta e também sobre Müntzer, classificando-o como um dos "profetas do assassínio" e colocando-o como um dos mentores do movimento camponês. Lutero escreveu a "Terrível História e Juízo de Deus sobre Tomas Müntzer", inaugurando essa linha de pensamento.
Na iminência da revolta (1524), Lutero escreveu a "Carta aos Príncipes da Saxônia sobre o Espírito Revoltoso", mostrando a tirania dos nobres que oprimiam o povo e a loucura dos camponeses em reagir através da força e a confiar em Müntzer como pregador. Houve pouca repercussão sobre esse escrito. Ainda em 1524, Müntzer mudou-se para a cidade imperial de Mühlhausen, oferecendo-se como pregador. Lutero escreveu a "Carta Aberta aos Burgomestres, Conselho e toda a Comunidade da Cidade de Mühlhausen", com o propósito de alertar sobre as intenções de Müntzer. Também esse escrito não teve repercussão, pois o conselho da cidade se limitou a pedir informações sobre Müntzer na cidade imperial de Weimar.
O principal escrito dos camponeses eram os "Doze Artigos", onde suas reivindicações eram expostas. Neles havia artigos de fundo teológico (direito de ouvir o Evangelho através de pregadores chamados por eles próprios) e artigos que tratavam dos maus tratos (exploração nos impostos, etc.) impostos a eles pelos nobres. Os artigos eram fundamentados com passagens bíblicas e dizia-se que se alguém pudesse provar pelas Escrituras que aquelas reivindicações eram injustas, eles as abandonariam. Entre aqueles que se consideravam dignos de fazer tal coisa estava o nome de Martinho Lutero. De fato, Lutero escreveu sobre os "Doze artigos" em seu livro "Exortação à Paz: Resposta aos Doze artigos do Campesinato da Suábia", de 1525. Nele, Lutero ataca os príncipes e senhores por cometerem injustiças contra os camponeses e ataca os camponeses pela rebelião e desrespeito à autoridade.
Também esse escrito não teve repercussão e, durante uma viagem pela região da Turíngia, Lutero pôde testemunhar as revoltas camponesas, o que o motivou a escrever o "Adendo: Contra as Hordas Salteadoras e Assassinas dos Camponeses", onde disse: "Contras as hordas de camponeses (…), quem puder que bata, mate ou fira, secreta ou abertamente, relembrando que não há nada mais peçonhento, prejudicial e demoníaco que um rebelde". Tratava-se de um apêndice de "Exortação à Paz …", mas que, rapidamente, tornou-se um livro separado. O Adendo foi publicado quando a revolta camponesa já estava no final e os príncipes cometiam atrocidades contra os camponeses derrotados, de modo que o escrito causou grande revolta da opinião pública contra Lutero. Nele, Lutero encorajava os príncipes a castigarem os camponeses até mesmo com a morte.
Essa repercussão negativa obrigou Lutero a pregar um sermão no dia de pentecostes, em 1525, que se tornou o livro "Posicionamento do Dr. Martinho Lutero Sobre o Livrinho Contra os Camponeses Assaltantes e Assassinos", onde o reformador contesta os críticos e reafirma sua posição anterior. Como ainda havia repercussão negativa, Lutero novamente se posicionou sobre a questão no seu "Carta Aberta a Respeito do Rigoroso Livrinho Contra os Camponeses", onde lamenta e exorta contra a crueldade que estava sendo praticada pelos príncipes, mas reafirma sua posição anterior. Por fim, a pedido de um amigo, o cavaleiro Assa von Kram, Lutero redigiu "Acerca da Questão, Se Também Militares Ocupam uma Função Bem-Aventurada", em 1526, com o propósito de esclarecer questões sobre consciência do cristão em caso de guerra e sua função como militar.

### Discordância com João Calvino

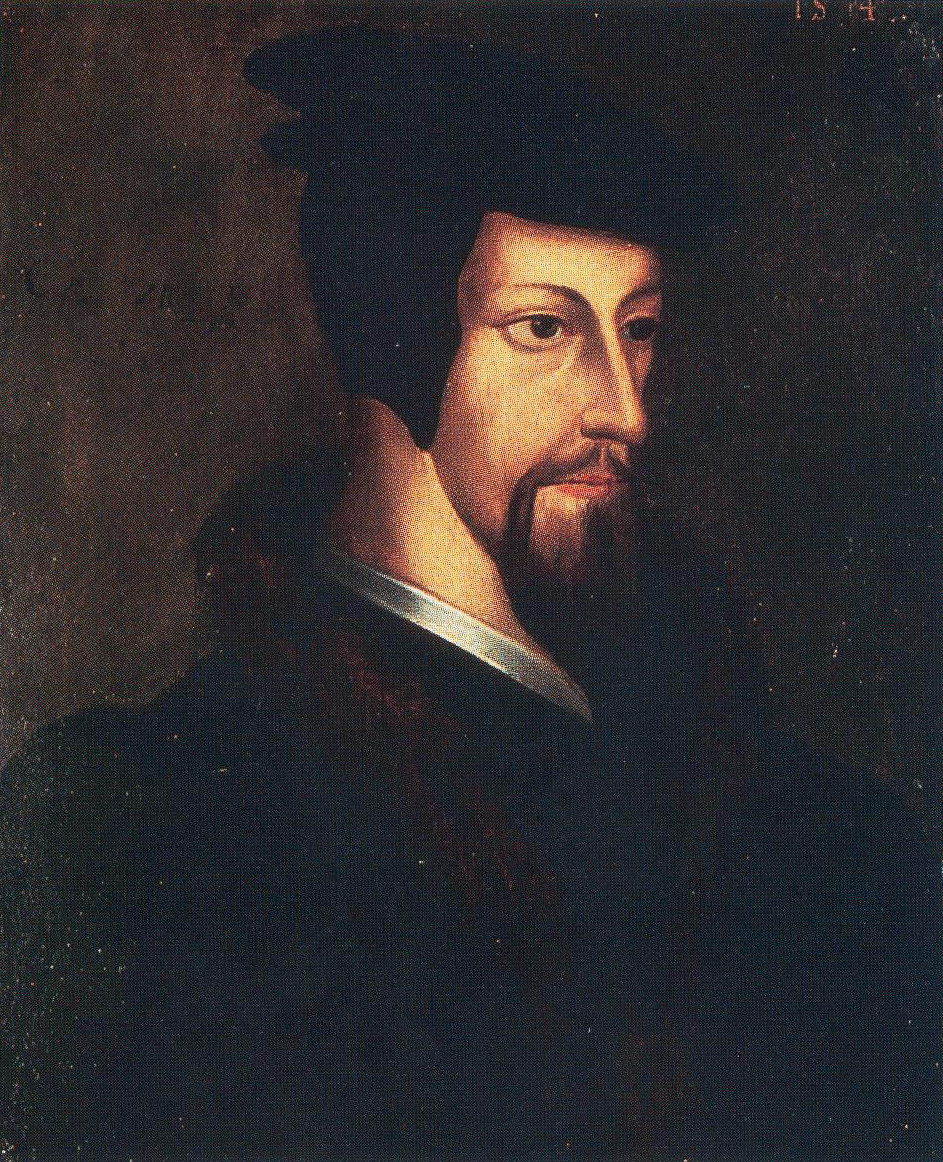
João Calvino (Retrato de Calvino jovem, da coleção da Biblioteca de Genebra)

No movimento reformista (também chamado de Reforma), Lutero não concordou com o "estilo" de reforma de João Calvino. Martinho Lutero queria reformar a Igreja Católica, enquanto João Calvino, acreditava que a Igreja estava tão degenerada, que não havia como reformá-la. Calvino se propunha a organizar uma nova Igreja que, na sua doutrina (e também em alguns costumes), seria idêntica à Igreja Primitiva. Já Lutero decidiu reformá-la, mas afastou-se desse objetivo, fundando, então, o Protestantismo, que não seguia tradições, mas apenas a doutrina registrada na Bíblia, e cujos usos e costumes não ficariam presos a convenções ou épocas. A doutrina luterana está explicitada no "Livro de Concórdia", e não muda, embora os costumes e formas variem de acordo com a localidade e a época.